# Mikael Hack
Mikael Hack var en myntmästare i Sverige 1652–1658. Hack härstammade från Estland. Han var gift med stenhuggardottern Maria Witte. Han hade två korslagda yxor stämplade på mynten.
Hans son Michael Hacke var stenhuggare i Skänninge. 
En son till honom var född i Reval.